# Diocese de Ajmer
A Diocese de Ajmer (latim: Dioecesis Aimerensis) é uma diocese localizada no município de Ajmer, no estado de Rajastão, pertencente a Arquidiocese de Agra na Índia. Foi fundada em 1890 pelo Papa Leão XIII como Missão Sui Iuris de Rajputana, em 1891 é elevado a prefeitura apostólica e em 1913 a diocese. Com uma população católica de 7.596 habitantes, sendo 0,0% da população total, possui 12 paróquias com dados de 2017.

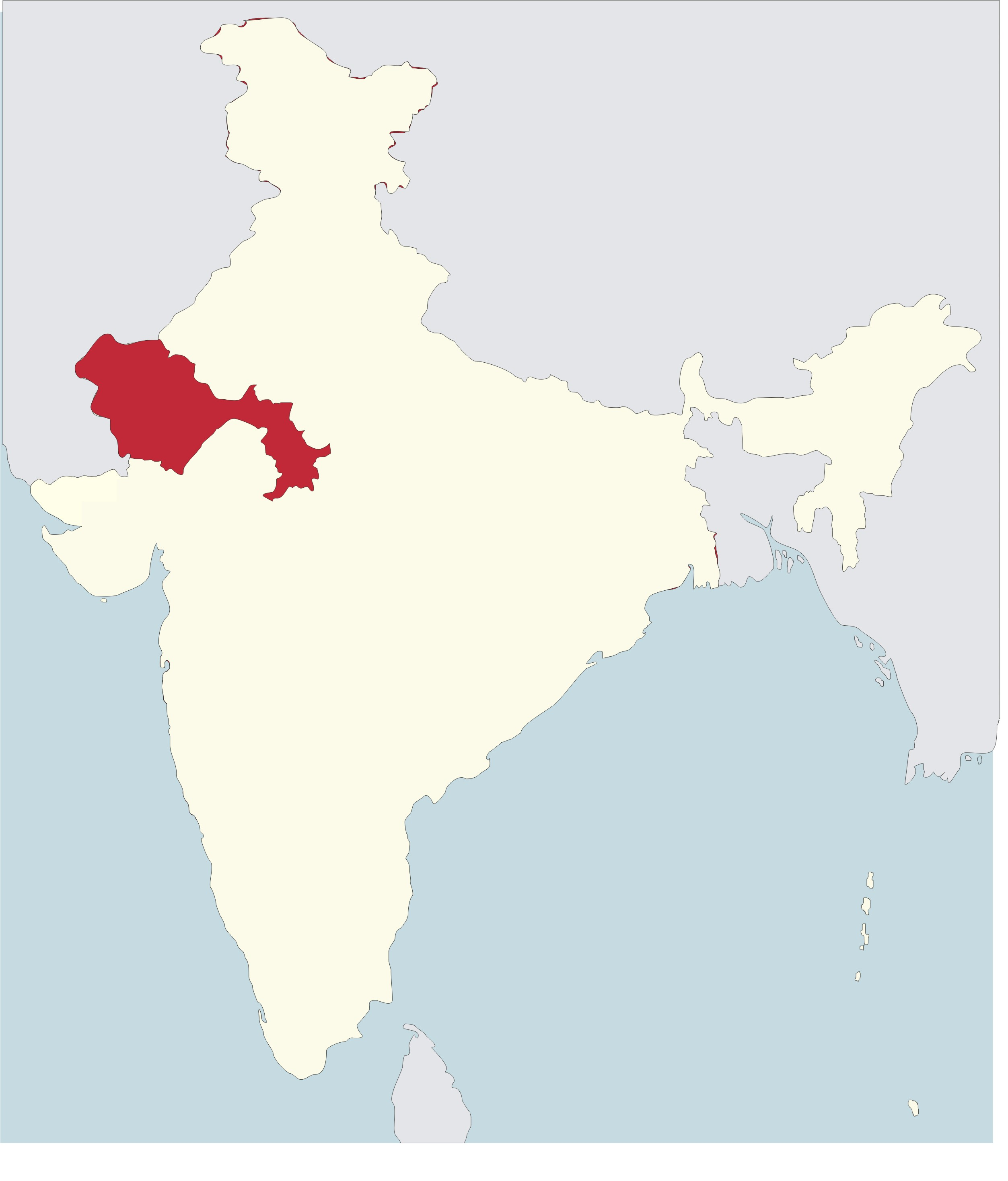
Localização da diocese no mapa

## História
Em 1890 o Papa Leão XIII cria a Missão Sui Iuris de Rajputana através da Arquidiocese de Agra. Em 1891 a missão sui iuris é elevada a Prefeitura Apostólica de Rajputana. Em 1913 é elevado para diocese, tendo seu nome alterado para Diocese de Ajmer. Em 1935 a Diocese de Ajmer juntamente com a Diocese de Allahabad e a Diocese de Nagpur perdem território para a formação da então Prefeitura Apostólica de Indore. Em 1955 a Diocese de Ajmer tem seu nome alterado para Diocese de Ajmer e Jaipur. Em 1963 a Diocese de Ajmer e Jaipur juntamente com a Diocese de Indore e a Diocese de Jabalpur perdem território para a formação da Arquidiocese de Bhopal. Em 1984 perde território novamente, dessa vez para a criação da Diocese de Udaipur. Por fim em 2005 a Diocese de Ajmer e Jaipur é dividida em duas sendo a atual Diocese de Ajmer e a Diocese de Jaipur.

## Lista de bispos
A seguir uma lista de bispos desde a criação da missão sui iuris em 1890, em 1891 é elevado a prefeitura apostólica e em 1913 a diocese.
|                                  | Nome                            | Período     | Notas                                        |
| Bispos                           | Bispos                          | Bispos      | Bispos                                       |
| -------------------------------- | ------------------------------- | ----------- | -------------------------------------------- |
| 3º                               | John Carvalho                   | 2025-       | Atual                                        |
| 2º                               | Pius Thomas D'Souza             | 2012 - 2024 | Bispo emérito                                |
| 1º                               | Ignatius Menezes                | 1978 - 2012 | Bispo emérito                                |
| Bispo de Ajmer e Jaipur          |                                 |             |                                              |
| 1º                               | Leo D`Melo                      | 1955 - 1978 |                                              |
| Bispos de Ajmer                  |                                 |             |                                              |
| 4º                               | Leo D`Melo                      | 1949 - 1955 | Nomeado bispo de Ajmer e Jaipur              |
| 3º                               | Guy-Léandre Le Floch, OFM Cap   | 1939 - 1946 |                                              |
| 2º                               | Mathurin-Pie Le Ruyet, OFM Cap  | 1931 - 1938 | Nomeado bispo de Alexandria minor na Turquia |
| 1º                               | Fortunat-Henri Caumont, OFM Cap | 1913 - 1939 | Faleceu no cargo                             |
| Prefeito apostólico de Rajputana |                                 |             |                                              |
| 2º                               | Fortunat-Henri Caumont, OFM Cap | 1903 - 1913 | Nomeado Bispos de Ajmer                      |
| 1º                               | Bertrand Radigue, OFM Cap       | 1891 - 1903 | Renunciou                                    |
| Administrador apostólico         |                                 |             |                                              |
|                                  | Oswald Joseph Lewis             | 2023-2025   | Bispo emérito de Jaipur                      |